# Papa Leão XII
Leão XII, nascido Annibale Francesco Clemente Melchiore Girolamo Nicola della Genga (Genga, perto de Ancona, 22 de Agosto de 1760 – Roma, 10 de Fevereiro de 1829), foi Papa da Igreja Católica e Soberano dos Estados Papais de 28 de setembro de 1823 até a data da sua morte.
Nascido numa família da nobreza que já tinha vários Papas, era filho do conde Fábio della Genga e da condessa Maria Luisa Periberti di Fabriano. (Conde della Genga)
Leão XII estava com problemas de saúde desde o momento de sua eleição até o papado até sua morte, menos de seis anos depois, embora tenha sido conhecido por suportar bem a dor. Ele era um governante profundamente conservador, que aplicou muitas leis controversas, incluindo uma proibindo os judeus de possuir propriedades. As finanças papais também eram ruins, embora ele reduzisse os impostos. Como resultado, o reinado de Leão XII foi impopular e provocou amplo descontentamento nos Estados papais.
Quando jovem prelado, suspeitava-se de ter tido uma ligação com a esposa de um soldado da Guarda Suíça e, como núncio na Alemanha, supostamente teve três filhos ilegítimos.

## Biografia

### Família
Della Ganga nasceu em 1760, no Castello della Genga, no território de Fabriano, de uma família nobre de Genga, uma pequena cidade no que é hoje a província de Ancona, então parte dos Estados Papais como o sexto de dez filhos de Ilario della Genga e Maria Luisa Periberti di Fabriano. Ele era o tio de Gabriele della Genga Sermattei, que no século XIX foi o único sobrinho de um papa a ser elevado a cardeal.

### Educação e ordenação
Della Genga estudou teologia no Collegio Campana, em Osimo, de 1773 a 1778 e, mais tarde, no Collegio Piceno, em Roma, até 1783, quando iniciou os estudos na Pontifícia Academia Eclesiástica. Mais tarde, ele recebeu o subdiaconado em 1782 e depois o diaconado e foi ordenado ao sacerdócio em 14 de junho de 1783; ele recebeu os dois últimos do cardeal Marcantonio Colonna.

### Núncio papal e episcopado
Ele serviu como núncio na Suíça. Em 1790, a atraente e articulada della Genga atraiu atenção favorável por uma oração diplomática comemorativa do falecido imperador José II. Em 1794, o Papa Pio VI fez dele um cânone da Basílica de São Pedro, e em 1793 o criou Arcebispo Titular de Tiro. Ele foi consagrado em Roma em 1794 após a nomeação e enviado a Lucerna como Núncio Apostólico. Em 1794 ele foi transferido para a nunciatura em Colônia, mas devido à guerra teve que se estabelecer em Augsburgo. Naquela época, ele acreditava que este seria seu último posto e organizou a construção de túmulos para sua mãe e para si mesmo.
Durante a dúzia de anos que passou na Alemanha, ele foi encarregado de várias missões honrosas e difíceis, o que o colocou em contato com os tribunais de Dresden, Viena, Munique e Württemberg, assim como com Napoleão Bonaparte. No entanto, é cobrado que durante esse período suas finanças estavam desordenadas e sua vida privada não estava acima de qualquer suspeita. Ele era suspeito de ter sido pai de três filhos ilegítimos.
Após a abolição napoleônica dos Estados da Igreja (1798), ele viveu por alguns anos na Abadia de Monticelli, se acalmando com música e com caça a pássaros, passatempos que continuou mesmo após sua eleição como Papa.

### Cardeal
Em 1814, della Genga foi escolhida para levar os parabéns do Papa Pio VII a Luís XVIII de França, após sua restauração.
Em 8 de março de 1816, foi criado o cardeal-sacerdote de Santa Maria além do Tibre e ele recebeu sua abobrinha vermelha em 11 de março e sua igreja titular em 29 de abril de 1816. Posteriormente, foi nomeado arcebispo da Basílica de Santa Maria Maior e nomeado à sede episcopal de Senigallia, que renunciou em 1818, por motivos de saúde. Renunciou sem nunca ter entrado em sua arquidiocese.
Em 9 de maio de 1820, o papa Pio VII deu a ele o cargo de Cardeal-vigário de Sua Santidade na diocese de Roma.

## Pontificado
O papa Pio VII morreu em 1823, após mais um longo pontificado que durou mais de duas décadas. No conclave de 1823, della Genga era o candidato da facção zelanti e, apesar da oposição ativa da França, foi eleito como novo papa pelos cardeais em 28 de setembro de 1823, com o nome de Leão XII.
Sua eleição foi facilitada porque se pensava estar perto da morte, mas ele inesperadamente se uniu. Ele até comentou sobre sua própria saúde aos cardeais, dizendo que eles elegeriam "um homem morto". Foi dito no conclave que ele levantou suas vestes para mostrar aos cardeais um par de pernas inchadas e ulceradas para detê-los, mas isso os deixou ainda mais ansiosos para elegê-lo.
Leão XII tinha 63 anos no momento de sua eleição e foi frequentemente vítima de enfermidades. Ele era alto e magro, com uma aparência ascética e um rosto melancólico. Ele ficou doente após sua coroação, mas após sua recuperação, ele mostrou uma resistência surpreendente na realização de seu trabalho. Leão XII dedicou-se ao seu trabalho e era simples em seu modo de vida. Ele era apaixonado por abater pássaros e havia rumores de ter matado um camponês com quem discutia sobre direitos esportivos.
O cardeal protodiácono Fabrizio Ruffo o coroou como pontífice em 5 de outubro de 1823.

### Política externa
O secretário de Estado de Pio VII, Ercole Consalvi, que havia sido rival de Della Genga no conclave, foi imediatamente demitido, e as políticas de Pio foram rejeitadas. A política externa de Leão XII, confiada inicialmente ao octogenário Giulio Maria della Somaglia e depois ao mais capaz Tommaso Bernetti, negociou certas concordatas muito vantajosas para o papado. Pessoalmente mais frugal, Leão XII reduziu impostos, tornou a justiça menos onerosa e conseguiu encontrar dinheiro para certas melhorias públicas, mas deixou as finanças da Igreja mais confusas do que as havia encontrado, e mesmo o elaborado jubileu de 1825 não foi realmente reparado. questões financeiras.

### Política interna
A política interna de Leão XII era de extremo conservadorismo: "Ele estava determinado a mudar a condição da sociedade, devolvendo-a ao máximo de seu poder aos antigos usos e ordenanças, que ele considerava admiráveis; e perseguiu esse objeto com nunca sinalizando zelo". Ele condenou as sociedades bíblicas e, sob a influência dos jesuítas, reorganizou o sistema educacional, colocando-o inteiramente sob controle sacerdotal através de sua bula Quod divina sapientia e exigindo que todas as instruções secundárias fossem executadas em latim, como exigia em todos os processos judiciais, agora agora inteiramente em mãos eclesiásticas. Todas as instituições de caridade nos Estados papais foram colocadas sob supervisão direta.
Leis como a que proíbem os judeus de possuir propriedades e concedem a eles apenas o menor tempo possível para vender o que possuíam, e que exigem que todos os residentes romanos ouçam os comentários do catecismo católico, levaram muitos judeus de Roma a emigrar para Trieste, Lombardia e Toscana.
"Os resultados de seu método de governar seus estados logo se mostraram em insurreições, conspirações, assassinatos e rebeliões, especialmente na Úmbria, nas marchas e na Romagna; cuja repressão violenta, por um sistema de espionagem, denúncia secreta e aplicação por atacado de o gibbet e as galés, deixaram para trás para aqueles que viriam depois uma dívida muito terrível, irritante e duradoura de ódios partidários, de desmoralização política e social e — pior de tudo — desprezo e inimizade à lei, assim sendo". Em um regime que viu a divisão da população em Carbonari e Sanfedisti, ele perseguiu os Carbonari e os maçons com seus simpatizantes liberais.

### Controvérsia sobre vacinação
Segundo alguns autores contemporâneos, como GS Godkin, também se dizia que Leão XII proibia a vacinação. A bolsa de estudos mais recente não conseguiu encontrar nenhuma proibição ou sugestão de proibição por Leão XII e seu governo. Donald J. Keefe, em seu artigo "Tracking the footnote", traçou uma citação de Leão XII que condenava fortemente a vacinação a "uma citação não verificada" do Dr. Pierre Simon em Le Contredes Naissances. A resposta do papado à chegada da vacinação na Itália foi documentada em prática da vacinação antiviolética nas províncias do Estado pontifício no século XIX, um artigo escrito por Yves-Marie Bercée Jean-Claude Otteni para a Revue d'Histoire Ecclésiastique. Segundo Bercé e Otteni, os biógrafos e contemporâneos de Leão XII não mencionam nenhum interdito. Os autores atribuem a origem da mítica proibição de vacinação de Leão XII à personalidade do cardeal Della Genga quando ele se tornou papa em 1823. Sua intransigência e piedade alienaram a opinião liberal muito rapidamente. Sua austera espiritualidade fez dele alvo de críticas e comentários zombadores. Os viajantes ingleses que visitavam a península e muitos dos diplomatas estabelecidos em Roma comentavam a severidade do pontífice.
A ausência de uma proibição é evidenciada pelo fato de que em 1828 a Sociedade Médico-Cirúrgica de Bolonha conseguiu implementar uma campanha de vacinação.

### Atividades
Leão XII beatificou um número de indivíduos em seu pontificado, totalizando 15. Ele beatificou: Angelina di Marsciano e Bernardo Scammacca (8 de março de 1825), Hippolytus Galantini (29 de junho de 1825), Angelus de Gualdo Tadino (3 de agosto de 1825) e Angelus de Acri (18 de dezembro de 1825). Ele também beatificou em 1825: Juliano de Santo Agostinho, Alonso Rodriguez e James Grissinger. Beatificou Imelda Lambertini (20 de dezembro de 1826) e também confirmou o culto da Jordão da Saxônia em 1826. Também beatificou Helen da Polônia e Maddalena Panattieri em 26 de setembro de 1827, bem como Giovanna Soderini (1827) e Helen Duglioli e Juana de Aza (a mãe de São Domingos) em 1828. Leão XII também criou Pedro Damião um Doutor da Igreja em 1828, além da canonização formal, ele presidiu sobre.
Ele colaborou com Vincenzo Maria Strambi — futuro santo — que serviu como seu conselheiro. Quando ele estava à beira da morte em 1825, Strambi se ofereceu a Deus pela sobrevivência do papa. O papa se recuperou de sua doença, mas Strambi morreu.
O papa também aprovou os Missionários Oblatos de Maria Imaculada em 17 de fevereiro de 1826, quando o reconheceu oficialmente.
Ele possuía 8 consistórios nos quais ele elevou 25 novos cardeais ao cardinalato. Isso incluiu o cardeal Bartolomeo Alberto Cappellari — o futuro Papa Gregório XVI — em 13 de março de 1826.
Leão XII tornou-se impopular com o povo devido ao fato de que ele os restringiu a regras sem fim que diziam respeito à vida privada e aos assuntos públicos. Decretou que uma costureira que vendesse vestidos baixos ou transparentes incorreria em excomunhão isso facto. O papa também negou aos judeus o direito de possuir bens materiais e permitiu-lhes o menor tempo para vender seus pertences. Ele reviveu os regulamentos da Idade Média no que diz respeito à segregação e marcas para identificação.

## Morte e legado
Em 5 de fevereiro de 1829, depois de uma audiência privada com o novo Secretário de Estado Cardeal, Tommaso Bernetti, ele ficou subitamente doente e parecia saber que seu fim estava próximo. Em 8 de fevereiro, ele pediu e recebeu o Viaticum e foi ungido. Em 9 de fevereiro, ele caiu na inconsciência e, na manhã seguinte, morreu. Ele foi enterrado em um monumento dele na Basílica de São Pedro em 15 de fevereiro de 1829. Seus restos mortais foram transferidos e enterrados diante do altar do Papa Leão I em 5 de dezembro de 1830.
Leão XII é considerado um homem de caráter nobre, apaixonado por ordem e eficiência, mas que não possuía uma visão dos desenvolvimentos temporais de seu tempo. Seu governo era impopular em Roma e nos Estados papais, e por várias medidas de seu reinado ele diminuiu muito para seus sucessores as chances de resolver os novos problemas que os enfrentavam.

### Rumores de uma ligação
Alegou-se que Leão XII tinha um contato como prelado com a esposa de um guarda suíço (conhecida como Pfiffer). A alegação foi levada ao conhecimento do Papa Pio VI, que se reuniu com o prelado para discernir a verdade do assunto. Ele refutou todas as reivindicações ao papa e o assunto foi arquivado na mesma ocasião, exceto pelo fato de Della Genga afirmar que ele estava perto de Pfiffer.

## Brasão
- Descrição: Escudo eclesiástico. Em campo de blau uma águia de asas abaixadas e coroada de tudo de jalde - Armas dos Condes della Genga. O escudo está assente em tarja branca. O conjunto pousado sobre duas chaves decussadas, a primeira de jalde e a segunda de argente, atadas por um cordão de goles, com seus pingentes. Timbre: a tiara papal de argente com três coroas de jalde. Quando são postos suportes, estes são dois anjos de carnação, sustentando cada um, na mão livre, uma cruz trevolada tripla, de jalde.
- Interpretação: O escudo obedece às regras heráldicas para os eclesiásticos. Nele estão representadas as armas familiares do pontífice. O campo de blau (azul) representa o firmamento celeste e ainda o manto de Nossa Senhora, sendo que este esmalte significa: justiça, serenidade, fortaleza, boa fama e nobreza. A Águia é símbolo de poder, generosidade e liberdade, sendo sua coroa símbolo de nobreza hereditária, e o metal jalde (ouro), tanto da águia quanto da coroa, simboliza: nobreza, autoridade, premência, generosidade, ardor e descortínio. Os elementos externos do brasão expressam a jurisdição suprema do papa. As duas chaves decussadas, uma de jalde (ouro) e a outra de argente (prata) são símbolos do poder espiritual e do poder temporal. E são uma referência do poder máximo do Sucessor de Pedro, relatado no Evangelho de São Mateus, que narra que Nosso Senhor Jesus Cristo disse a Pedro: "Dar-te-ei as chaves do reino dos céus, e tudo o que ligares na terra será ligado no céu, e tudo o que desligares na terra, será desligado no céu" (Mt 16, 19). Por conseguinte, as chaves são o símbolo típico do poder dado por Cristo a São Pedro e aos seus sucessores. A tiara usada como timbre, recorda, por sua simbologia, os três poderes papais: de Ordem, Jurisdição e Magistério, e sua unidade na mesma pessoa.

## Ordenações[20]

### Ordenações episcopais
Foi o principal sagrante dos seguintes bispos:
- Giuseppe della Porta Rodiani † (1822)
- Abraham Chasciùr † (1824)
- Chiarissimo Falconieri Mellini † (1826)
- Gaspare Bernardo Pianetti † (1826)